# Í̱
Í̱ (minuscule : í̱), appelé I accent aigu macron souscrit, est une lettre latine utilisée dans l’écriture du cabécar, du chicacha et du kiowa, et dans la romanisation ELOT 743 du grec adoptée par le GENUNG.

## Utilisation
Dans l’ELOT 743 de 1982, adopté par le GENUNG de l’ONU en 1987, ‹ Í̱, í̱ › peut être utilisé pour translittérer la lettre eta tonos ‹ Ή, ή › pour le différencier du ‹ Í, í › qui peut transittérer à la fois le iota tonos ‹ Ί, ί › et eta tonos,,.
En kiowa écrit avec l’orthographe McKenzie ou SIL, le ‹ Í̱, í̱ › représente le même son que la lettre I, le macron souscrit indiquant la nasalisation et l’accent aigu indiquant le ton haut.

## Usage informatique
Le I accent aigu macron souscrit peut être représenté avec les caractères Unicode suivants : 
- composé et normalisé NFC (supplément latin-1, diacritiques) :

| formes    | représentations | chaînes de caractères | points de code | descriptions                                                      |
| --------- | --------------- | --------------------- | -------------- | ----------------------------------------------------------------- |
| capitale  | Í̱               | Í◌̱                    | U+00CD U+0331  | lettre majuscule latine i accent aigu diacritique macron souscrit |
| minuscule | í̱               | í◌̱                    | U+00ED U+0331  | lettre minuscule latine i accent aigu diacritique macron souscrit |

- décomposé et normalisé NFD (latin de base, diacritiques) :

| formes    | représentations | chaînes de caractères | points de code       | descriptions                                                                  |
| --------- | --------------- | --------------------- | -------------------- | ----------------------------------------------------------------------------- |
| capitale  | Í̱               | I◌̱◌́                   | U+0049 U+0331 U+0301 | lettre majuscule latine i diacritique macron souscrit diacritique accent aigu |
| minuscule | í̱               | i◌̱◌́                   | U+0069 U+0331 U+0301 | lettre minuscule latine i diacritique macron souscrit diacritique accent aigu |